# 大谷吟右衛門
大谷 吟右衛門（おおたに ぎんえもん、1872年11月4日（明治5年10月4日） - 1928年（昭和3年）3月26日）は、明治から大正時代の実業家、銀行家。

## 経歴
大谷秋蔵の長男として飾磨県佐用郡平福村（兵庫県佐用郡平福町を経て現佐用町平福）に生まれ、1901年（明治34年）3月に家督を相続する。1899年（明治32年）東京帝国大学法科を卒業し、大阪商船に入社し、釜山支店長を経て運輸助役となる。1902年（明治35年）兵庫県農工銀行支配人となり、1910年（明治43年）専務取締役に就任。1917年（大正6年）には同行頭取となった。ほか、神戸信託、神栄、播美鉄道各監査役のほか、神戸瓦斯、ベルベット石鹸などの役員も務めた。

## 親族
- 岳父：平川濶亮（実業家）[1][4]